# U Can't Touch This
"U Can't Touch This" é uma canção co-escrita, produzida e performada pelo artista americano MC Hammer para o seu álbum de 1990 intitulado Please Hammer, Don't Hurt 'Em. Este single é considerado o mais bem sucedido da carreira de MC Hammer e o tornou popular internacionalmente.
Junto com Hammer, Rick James e Alonzo Miller ajudaram na composição pois o riff principal deriva da canção "Super Freak".
A canção aparecem em vários shows televisivos, filmes, comerciais e outras mídias, fazendo atualmente parte da cultura pop. Também recebeu vários prêmios e nomeações. Em 1991, o single ganhou notavelmente dois prêmios Grammy ("melhor canção de R&B" e "melhor performance solo de rap"), além de ter arrematado vários prêmios no MTV Video Music Awards de 1990. Nas paradas de sucesso, ficou em primeiro lugar na Billboard Hot R&B/Hip-Hop Singles & Tracks e também ficou no topo de várias tabelas musicais pelo mundo.